# Infedeltà (film)
Infedeltà  (Dodsworth) è un film del 1936 diretto da William Wyler. La sceneggiatura di Sidney Howard si basa sul lavoro teatrale firmato dallo stesso Howard e prodotto da Max Gordon tratto dal romanzo Dodsworth di Sinclair Lewis.
Il film, che vinse il premio Oscar per la miglior scenografia, nel 1990 fu scelto per la conservazione nel National Film Registry della Biblioteca del Congresso degli Stati Uniti.

## Trama
Sam Dodsworth, industriale statunitense dell'automobile, si ritira dagli affari per godersi la tranquillità della cittadina di provincia dove abita con la moglie, che però lo convince a intraprendere un lungo viaggio in Europa durante il quale sorgono vari dissapori che porteranno a una prima separazione della coppia. Sebbene abbia da principio respinto le avances dell'avventuriero Clyde Lockert, la signora Dodsworth, arrivata in Europa, indulge alle attenzioni del banchiere Iselin e poi si lega al giovane Kurt chiedendo il divorzio al marito, che inizia così una relazione con Edith, donna nubile e benestante conosciuta durante la traversata dell'Atlantico. Dopo il mancato matrimonio con la nuova fiamma austriaca Kurt , la signora Dodsworth ritornerà dal marito, che invece si rende conto dell'egoismo della moglie e l'abbandona sul piroscafo per l'America e ritorna a Napoli da Edith, che lo ha reso veramente felice.

## Produzione
Il film – le cui riprese durarono dall'inizio maggio al 12 agosto 1936 – fu prodotto dalla Samuel Goldwyn Company.

## Distribuzione
Il copyright del film, richiesto dalla Samuel Goldwyn, fu registrato il 28 settembre 1936 con il numero LP 6613.
Il film uscì nelle sale cinematografiche USA il 23 settembre 1936 presentato da Samuel Goldwyn. Il 5 dicembre, fu distribuito in Svezia. Nel 1937, uscì anche in Argentina (3 febbraio), Danimarca (10 febbraio), Irlanda (12 febbraio), Finlandia (14 febbraio), Portogallo (8 marzo), Brazile (15 febbraio) e Giappone (in novembre).

## Riconoscimenti
- Premi Oscar 1937
  - Migliore scenografia